# 1155 en santé et médecine
| Années de la santé et de la médecine : 1152 - 1153 - 1154 - 1155 - 1156 - 1157 - 1158    |
| Décennies de la santé et de la médecine : 1120 - 1130 - 1140 - 1150 - 1160 - 1170 - 1180 |

Cet article présente les faits marquants de l'année 1155 en santé et médecine.

## Fondations
- Première mention de la léproserie Saint-Gilles (leper hospital of St. Giles), à Shrewsbury dans le Shropshire en Angleterre, établissement probablement fondé vers 1136[1].
- Vers 1155 : à Montargis, en Gâtinais, à l’angle des rues actuelles de Châteaurenard et de Courtenay, construction de la maladrerie Saint-Lazare, où les récollets s'installeront en 1599[2].
- 1135-1155 : outre, éventuellement, le leper hospital de Shrewsbury, des léproseries sont fondées en Angleterre à Canterbury (St. Lawrence), Buckland près de Douvres, Lynn, Burton Lazars (en), Aylesbury, York, Ripon et Northampton[3].

## Événements
- Première occurrence connue du mot français « malade » (« malabde » vers 980), du latin male habitus (« qui est en mauvais état[4] »).
- Frédéric Barberousse, empereur d'Allemagne et roi d'Italie, « ordonn[e] que nul chirurgien ne s[oit] admis à la maîtrise sans une attestation du professeur médecin de l'école de Salerne[5] ».
- Au siège de Tortone, « Barberousse empoisonne les puits avec des cadavres[6] ».

## Personnalités
- Vers 1150-1155 : naissance d'Alpais de Cudot (morte en 1211), mystique chrétienne, canonisée et considérée par l'Église catholique comme miraculeusement guérie de la lèpre[7],[8].
- 1155-1159 : fl. Bremond, l'un des « deux premiers médecins narbonnais connus [avec Raoul (1171-1219)], l'un et l'autre parmi les proches de la  vicomtesse Ermengarde de Narbonne[9] ».
- 1155-1180 : fl. Pierre, médecin « qu'on trouve cité dans des chartes tourangelles », chanoine de Tours et correspondant de Pierre de Blois selon Dubreuil-Chambardel[10].

## Décès
- Vers 1155 : Ibn Saigh (né à une date inconnue), médecin à Alcanatif, devenu El Puerto de Santa María, en Andalousie[11]